# Playmobil: The Movie
Playmobil: The Movie (Nederlands: Playmobil: De film) is een Franse computeranimatiefilm, geregisseerd door Lino DiSalvo. De film is geïnspireerd door het gelijknamige Duitse speelgoedmerk Playmobil.
De film werd op 7 augustus 2019 uitgebracht in Frankrijk, België en Nederland. Op 9 augustus volgde het Verenigd Koninkrijk.

## Verhaal
De film gaat over Marla en haar broertje Charlie. Ze veranderen plots in Playmobilpoppetjes en beleven een avontuur langs alle Playmobilwerelden. Zo komen ze terecht bij de piraten, Romeinen, Vikingen, cowboys, geheimagenten, dinosauriërs en feeën.

## Stemverdeling
| Personage           | Engelse stem         | Nederlandse stem     | Vlaamse stem          |
| ------------------- | -------------------- | -------------------- | --------------------- |
| Marla Brenner       | Anya Taylor-Joy      | Sarah Nauta          | Cathy Petit           |
| Charlie Brenner     | Gabriel Bateman      | Sem van der Horst    | Dries Van Cauwenbergh |
| Del                 | Jim Gaffigan         | Sander van de Pavert | Wouter Hendrickx      |
| Keizer Maximus      | Adam Lambert         | Rutger Vink          | Pieter Verelst        |
| Kapitein Bloodbones | Kenan Thompson       | Jandino Asporaat     | Door Van Boeckel      |
| De Goede Fee        | Meghan Trainor       | Shelley Vol          | Ann Van Den Broeck    |
| Rex Dasher          | Daniel Radcliffe     | Ruben Nicolai        | Jelle Cleymans        |
| Glinara             | Wendi McLendon-Covey | Nikkie de Jager      |                       |

## Ontvangst
De film kreeg overwegend negatieve recensies met vooral kritiek op het verhaal en de film kwam vooral over als een geanimeerde reclamespot.